# Liste der Kulturdenkmale in Schnaudertal
In der Liste der Kulturdenkmale in Schnaudertal sind alle Kulturdenkmale der Gemeinde Schnaudertal und ihrer Ortsteile aufgelistet. Grundlage ist das Denkmalverzeichnis des Landes Sachsen-Anhalt, das auf Basis des Denkmalschutzgesetzes des Landes Sachsen-Anhalt vom 21. Oktober 1991 durch das Landesamt für Denkmalpflege und Archäologie Sachsen-Anhalt erstellt und seither laufend ergänzt wurde (Stand: 31. Dezember 2016).

## Kulturdenkmale nach Ortsteilen

### Bröckau
| Lage                                        | Bezeichnung    | Beschreibung | Erfassungs- nummer | Ausweisungsart | Bild                                                                                             |
| ------------------------------------------- | -------------- | ------------ | ------------------ | -------------- | ------------------------------------------------------------------------------------------------ |
| Bröckauer Dorfstraße, Ortsmitte (Karte)     | Kirche         |              | 094 85319          | Baudenkmal     | Weitere Bilder                                                                                   |
| Bröckauer Dorfstraße (Karte)                | Kriegerdenkmal |              | 094 85310          | Baudenkmal     | BW                                                                                               |
| Bröckauer Dorfstraße Nördlich Nr. 1 (Karte) | Spritzenhaus   |              | 094 85306          | Baudenkmal     | [[Vorlage:Bilderwunsch/code!/C:50.96275,12.21452!/D:Bröckauer Dorfstraße Nördlich Nr. 1,!/\|BW]] |
| Bröckauer Dorfstraße 1 (Karte)              | Wohnhaus       |              | 094 85305          | Baudenkmal     | BW                                                                                               |
| Bröckauer Dorfstraße 17 (Karte)             | Wohnhaus       |              | 094 85309          | Baudenkmal     | BW                                                                                               |
| Bröckauer Dorfstraße 21 (Karte)             | Wohnhaus       |              | 094 85308          | Baudenkmal     | BW                                                                                               |
| Im Winkel 43a (Karte)                       | Wohnhaus       |              | 094 13977          | Baudenkmal     | Wohnhaus                                                                                         |
| Im Winkel 47 (Karte)                        | Bauernhof      |              | 094 85307          | Baudenkmal     | BW                                                                                               |
| Weißenborner Straße 2 (Karte)               | Bauernhof      |              | 094 85363          | Baudenkmal     | BW                                                                                               |
| Weißenborner Straße 3 (Karte)               | Bauernhof      |              | 094 66176          | Baudenkmal     | BW                                                                                               |

### Dragsdorf
| Lage                                  | Bezeichnung | Beschreibung                        | Erfassungs- nummer | Ausweisungsart | Bild      |
| ------------------------------------- | ----------- | ----------------------------------- | ------------------ | -------------- | --------- |
| Berggasse 12b, 23b (Karte)            | Mühlenhof   | Alte Mühle                          | 094 86617          | Baudenkmal     | BW        |
| Dragsdorfer Dorfstraße 1a, 34 (Karte) | Rittergut   | Herrenhaus des ehemaligen Rittergut | 094 85322          |                | Rittergut |
| Dragsdorfer Dorfstraße 3a (Karte)     | Bauernhaus  |                                     | 094 85321          | Baudenkmal     | BW        |
| Großpörthener Straße 16 (Karte)       | Bauernhof   |                                     | 094 85320          | Baudenkmal     | BW        |

### Görnitz
| Lage                        | Bezeichnung | Beschreibung | Erfassungs- nummer | Ausweisungsart | Bild |
| --------------------------- | ----------- | ------------ | ------------------ | -------------- | ---- |
| Görnitzer Straße 55 (Karte) | Gutshof     |              | 094 85311          | Baudenkmal     | BW   |

### Großpörthen
| Lage                            | Bezeichnung | Beschreibung | Erfassungs- nummer | Ausweisungsart | Bild |
| ------------------------------- | ----------- | ------------ | ------------------ | -------------- | ---- |
| Am östlichen Ortsrand (Karte)   | Kirche      |              | 094 86420          | Baudenkmal     | BW   |
| Großpörthener Anger 18 (Karte)  | Bauernhof   |              | 094 86536          | Baudenkmal     | BW   |
| Großpörthener Anger 19 (Karte)  | Pfarrhof    |              | 094 86537          | Baudenkmal     | BW   |
| Großpörthener Anger 23 (Karte)  | Wohnhaus    |              | 094 86539          | Baudenkmal     | BW   |
| Großpörthener Anger 25 (Karte)  | Bauernhof   |              | 094 86540          | Baudenkmal     | BW   |
| Großpörthener Anger 26a (Karte) | Bauernhof   |              | 094 86541          | Baudenkmal     | BW   |

### Hohenkirchen
| Lage                                              | Bezeichnung        | Beschreibung | Erfassungs- nummer | Ausweisungsart | Bild |
| ------------------------------------------------- | ------------------ | ------------ | ------------------ | -------------- | ---- |
| Dorfstraße, gegenüber Nr 1 auf Platzmitte (Karte) | Kriegerdenkmal     |              | 094 85315          | Baudenkmal     | BW   |
| Dorfstraße 12 (Karte)                             | Bauernhof          |              | 094 85313          | Baudenkmal     | BW   |
| Dorfstraße 13 (Karte)                             | Wirtschaftsgebäude |              | 094 85312          | Baudenkmal     | BW   |
| Dorfstraße 25 (Karte)                             | Kirche             |              | 094 85316          | Baudenkmal     | BW   |
| Dorfstraße 26 (Karte)                             | Pfarrhaus          |              | 094 85317          | Baudenkmal     | BW   |
| Dorfstraße 40 (Karte)                             | Bauernhof          |              | 094 85318          | Baudenkmal     | BW   |

### Kleinpörthen
| Lage                                                                                                 | Bezeichnung        | Beschreibung | Erfassungs- nummer | Ausweisungsart | Bild |
| --- | ------------------ | ------------ | ------------------ | -------------- | ---- |
| Westlich des Ortes an einer Weggabelung, an der Straße zwischen Kleinpörthen und Heuckewalde (Karte) | Gedenkstein        | Lutherstein  | 094 85231          | Baudenkmal     | BW   |
| Südlich der Ortschaft, bei Zeitzer Straße 34 (Karte)                                                 | Grenzstein         |              | 094 85219          | Baudenkmal     | BW   |
| Kleinpörthener Dorfstraße, nordöstlich Gemeindeverwaltung (Karte)                                    | Kirche             |              | 094 85218          | Baudenkmal     | BW   |
| Kleinpörthener Dorfstraße 12 (Karte)                                                                 | Bauernhof          |              | 094 85221          | Baudenkmal     | BW   |
| Kleinpörthener Dorfstraße 17 (Karte)                                                                 | Wirtschaftsgebäude |              | 094 85223          | Baudenkmal     | BW   |
| Kleinpörthener Dorfstraße 29 (Karte)                                                                 | Bauernhof          |              | 094 85225          | Baudenkmal     | BW   |
| Kleinpörthener Dorfstraße 30 (Karte)                                                                 | Bauernhof          |              | 094 85371          | Baudenkmal     | BW   |
| Schenkengraben 8 (Karte)                                                                             | Wohnhaus           |              | 094 85226          | Baudenkmal     | BW   |
| Zeitzer Straße 21 (Karte)                                                                            | Wirtschaftsgebäude |              | 094 85228          | Baudenkmal     | BW   |
| Zeitzer Straße 25 (Karte)                                                                            | Bauernhof          |              | 094 85229          | Baudenkmal     | BW   |
| Zeitzer Straße 38 (Karte)                                                                            | Bauernhof          |              | 094 85230          | Baudenkmal     | BW   |

### Nedissen
| Lage                                 | Bezeichnung    | Beschreibung | Erfassungs- nummer | Ausweisungsart | Bild |
| ------------------------------------ | -------------- | ------------ | ------------------ | -------------- | ---- |
| Anger 18 (Karte)                     | Bauernhof      |              | 094 85332          | Baudenkmal     | BW   |
| Anger 19 ? Nördlich Anger 18 (Karte) | Bauernhof      |              | 094 85327          | Baudenkmal     | BW   |
| Hauptstraße (Karte)                  | Kriegerdenkmal |              | 094 85329          | Baudenkmal     | BW   |
| Hauptstraße 15 (Karte)               | Bauernhof      |              | 094 85330          | Baudenkmal     | BW   |
| Hauptstraße 17, 17a (Karte)          | Bauernhof      |              | 094 85331          | Baudenkmal     | BW   |
| Lindenstraße 1 (Karte)               | Bauernhof      |              | 094 85328          | Baudenkmal     | BW   |

### Wittgendorf
| Lage                                                               | Bezeichnung | Beschreibung | Erfassungs- nummer | Ausweisungsart | Bild           |
| ------------------------------------------------------------------ | ----------- | ------------ | ------------------ | -------------- | -------------- |
| Kölbismühle, nordwestlicher Ortsrand (Karte)                       | Friedhof    |              | 094 85558          | Baudenkmal     | BW             |
| Straße der LPG (Karte)                                             | Kirche      |              | 094 86531          | Baudenkmal     | Weitere Bilder |
| Straße der LPG 2 (Karte)                                           | Wohnhaus    |              | 094 86532          | Baudenkmal     | BW             |
| Wittgendorfer Dorfstraße 10 (Karte)                                | Bauernhof   |              | 094 86478          | Baudenkmal     | BW             |
| Wittgendorfer Dorfstraße 10, 11, 13 bis 15, 15a, 25 bis 29 (Karte) | Straßenzug  |              | 094 86483          | Denkmalbereich | BW             |
| Wittgendorfer Dorfstraße 11 (Karte)                                | Bauernhof   |              | 094 85123          | Baudenkmal     | BW             |
| Wittgendorfer Dorfstraße 14 (Karte)                                | Wohnhaus    |              | 094 86479          | Baudenkmal     | BW             |
| Wittgendorfer Dorfstraße 19a (Karte)                               | Pfarrhof    |              | 094 86533          | Baudenkmal     | BW             |
| Wittgendorfer Dorfstraße 23 (Karte)                                | Bauernhof   |              | 094 86534          | Baudenkmal     | Bauernhof      |

## Ehemalige Kulturdenkmale nach Ortsteilen
Die nachfolgenden Objekte waren ursprünglich ebenfalls denkmalgeschützt oder wurden in der Literatur als Kulturdenkmale geführt. Die Denkmale bestehen heute jedoch nicht mehr oder die Unterschutzstellung wurde aufgehoben.

### Bröckau
| Lage                     | Bezeichnung | Beschreibung | Erfassungs- nummer | Ausweisungsart | Bild |
| ------------------------ | ----------- | ------------ | ------------------ | -------------- | ---- |
| Bröckauer Dorfstraße 50a | Mühlenhof   |              | 094 85304          |                |      |

### Dragsdorf
| Lage                 | Bezeichnung | Beschreibung                               | Erfassungs- nummer | Ausweisungsart | Bild |
| -------------------- | ----------- | ------------------------------------------ | ------------------ | -------------- | ---- |
| Berggasse 7 (Karte)  | Bauernhof   |                                            | 094 85325          |                | BW   |
| Berggasse 13 (Karte) | Wohnhaus    | abgerissen, es steht dort jetzt ein Neubau | 094 85326          |                | BW   |

### Großpörthen
| Lage                   | Bezeichnung | Beschreibung | Erfassungs- nummer | Ausweisungsart | Bild |
| ---------------------- | ----------- | ------------ | ------------------ | -------------- | ---- |
| Großpörthener Anger 21 | Wohnhaus    |              | 094 86538          |                |      |
| Großpörthener Anger 27 | Bauernhof   |              | 094 86542          |                |      |

### Kleinpörthen
| Lage                        | Bezeichnung | Beschreibung                                                                                  | Erfassungs- nummer | Ausweisungsart | Bild |
| --------------------------- | ----------- | --------------------------------------------------------------------------------------------- | ------------------ | -------------- | ---- |
| Kleinpörthener Dorfstraße 3 | Wohnhaus    | Wohnhaus, wurde nach genehmigten Abbruch im Jahr 2016 aus dem Denkmalverzeichnis ausgetragen. | 094 85220          | Baudenkmal     |      |
| Zeitzer Straße 20           | Bauernhof   |                                                                                               | 094 85227          |                |      |

## Legende
In den Spalten befinden sich folgende Informationen:
- Lage: Nennt den Straßennamen und wenn vorhanden die Hausnummer des Kulturdenkmals. Die Grundsortierung der Liste erfolgt nach dieser Adresse. Der Link „Karte“ führt zu verschiedenen Kartendarstellungen und nennt die geographischen Koordinaten.
Link zu einem Kartenansichtstool, um Koordinaten zu setzen. In der Kartenansicht sind Baudenkmale ohne Koordinaten mit einem roten bzw. orangen Marker dargestellt und können in der Karte gesetzt werden. Baudenkmale ohne Bild sind mit einem blauen bzw. roten Marker gekennzeichnet, Baudenkmale mit Bild mit einem grünen bzw. orangen Marker.
- Offizielle Bezeichnung: Nennt den Namen, die Bezeichnung oder zumindest die Art des Kulturdenkmals und verlinkt, soweit vorhanden, auf den Artikel zum Objekt.
- Beschreibung: Nennt bauliche und geschichtliche Einzelheiten des Kulturdenkmals, vorzugsweise die Denkmaleigenschaften.
- Erfassungsnummer: Für jedes Kulturdenkmal wird in Sachsen-Anhalt eine 20stellige Erfassungsnummer vergeben. Die letzten zwölf Ziffern werden für die Untergliederung nach Teilobjekten genutzt und werden nur angegeben, soweit vergeben. In dieser Spalte kann sich folgendes Icon  befinden, dies führt zu Angaben zu diesem Baudenkmal bei Wikidata.
- Ausweisungsart: Die Einordnung des Denkmales nach § 2 Abs. 2 DenkmSchG LSA
- Bild: Ein Bild des Denkmales, und gegebenenfalls einen Link zu weiteren Fotos des Kulturdenkmals im Medienarchiv Wikimedia Commons. Wenn man auf das Kamerasymbol klickt, können Fotos zu Kulturdenkmalen aus dieser Liste hochgeladen werden: